# Zvartnoț
Zvartnots este un oraș din Armenia.